# Осада Рима (509 год до н. э.)
Осада Рима (509 год до н. э.) — вероятная осада Рима этрусками. Несмотря на разногласия источников, считается, что Рим был захвачен этрусской армией примерно в 509 году до н. э. в рамках свержения Тарквиния Гордого.